# Суперкубок Мальти з футболу 2009
Суперкубок Мальти з футболу 2009  — 25-й розіграш турніру. Матч відбувся 17 серпня 2009 року між чемпіоном Мальти Гіберніанс та володарем кубка Мальти Сліма Вондерерс.
| Володар Суперкубка Мальти 2009 |
| ------------------------------ |
|                                |
| Сліма Вондерерс Третій титул   |

## Матч

### Деталі
| 17 серпня 2009 20:30 (EEST) |

| Гіберніанс | 0:1 | Сліма Вондерерс |
| ---------- | --- | --------------- |
|            |     | Алекс Мускат    |

| Національний стадіон, Та-Калі |